# Blodtappning
Blodtappning av djur kallas med fackord "att sticka". Genom att sticka ett från början bedövat djur skärs halspulsådern av och blodet tappas ur kroppen. Ett djur som är bedövat av el, gas eller bultpistol har fortfarande fungerande organ, vilket innebär att hjärtat fortsätter att slå. I denna kombination töms kroppen snabbt på blodet. Allt blod lämnar dock inte kroppen utan en viss del finns alltid kvar i musklerna. Ett djur som inte sticks på rätt sätt får en rödflammig ton på slaktkroppen, dock kan denna rödflammighet även vara ett tecken på feber hos djuret.
Ur en vuxen mjölkko kan upp till 20 liter blod tappas. En gris har ungefär 5 liter blod i sig.